# Jandaq
Jandaq (persiska: جندق) är en ort i Iran.   Den ligger i provinsen Esfahan, i den centrala delen av landet, 300 km sydost om huvudstaden Teheran. Jandaq ligger 977 meter över havet och antalet invånare är 3 958.
Terrängen runt Jandaq är platt åt nordost, men åt sydväst är den kuperad. Terrängen runt Jandaq sluttar norrut.  Trakten runt Jandaq är nära nog obefolkad, med mindre än två invånare per kvadratkilometer. Det finns inga andra samhällen i närheten. Trakten runt Jandaq är ofruktbar med lite eller ingen växtlighet.